# Америчка трагедија (опера)
Америчка трагедија (енгл. An American Tragedy) је опера у два чина коју је сачинио Тобијас Пикер, а либрето је Џин Шер. Ово је била Пикерова четврта опера, написана четири године након Терезe Ракен (такође компонована са Шером). На основу романа Теодорa Драјзерa, Америчка трагедија, оперу је наручила Метрополитанска опера, а премијерно је изведена у Њујорку 2. децембра 2005. 

## Синопсис
Америчка трагедија је описана као прогресивна драма искушења, одговорности и вере. Клајд Грифитс, син мисионара, је младић који ради као звонар у Чикагу, где шармира младе жене. Сели се у Њујорк пошто је његовој мајци понуђено место у фабрици његовог ујака Самуила. Тамо мува младе раднице, међу којима је и Роберта Алдена. Након упозорења, почиње да мува Сондру Финчли. Убрзо, Роберта му саопштава да је трудна. Клајд вјерује да је његова права љубав Сондри и осећа огорчење према Роберти која се нада да ће се удати за њега. Клајд планира да се ослободи тог терета. 

## Основа
Америчка трагедија је заснована на истинитој причи, истоименом роману Теодора Драјзера, која је једна од главних, универзалних тема велике литературе.